# Rosa moschata
Rosa moschata ist eine Pflanzenart aus der Gattung Rosen (Rosa) innerhalb der Familie der Rosengewächse (Rosaceae). Je nach Autor ist sie nur aus Kultur bekannt oder kommt nur vom südlichen Iran bis Afghanistan vor.

## Beschreibung

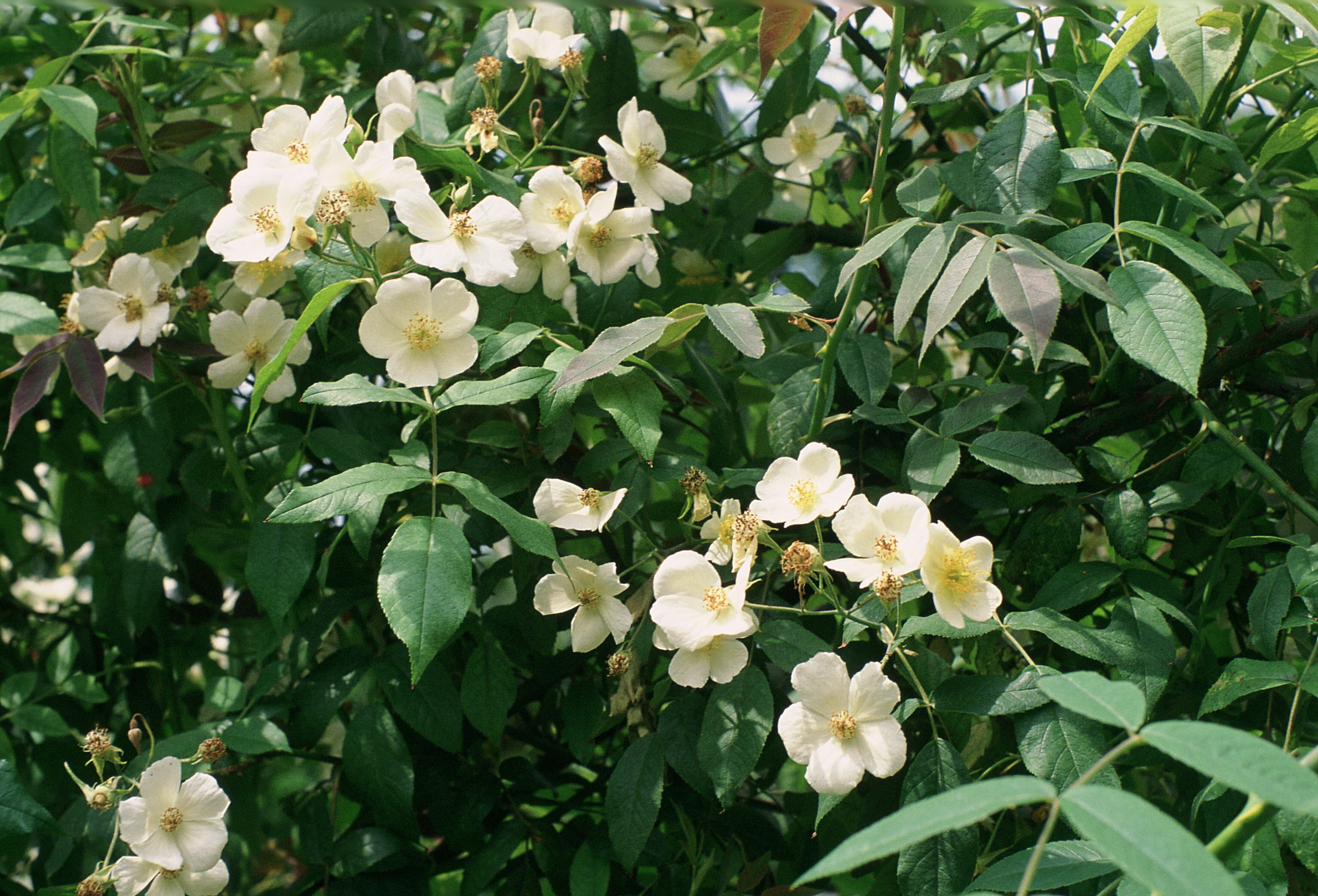
Habitus und Blütenstände

Rosa moschata wächst als Strauch, der Wuchshöhen von bis zu 2 Metern erreicht. Die unpaarig gefiederten Laubblätter sind länglich und graugrün und bestehen aus fünf bis neun Fiederblättchen
Die Blüten stehen in lockeren, scheindoldigen Blütenständen zusammen. Die zwittrigen, duftenden Blüten sind radiärsymmetrisch mit doppelter Blütenhülle.

## Kulturbedingungen und Züchtungen
Die Wildrose Rosa moschata ist wüchsig, mäßig winterhart bis −18 °C (USDA-Zone 7) und trägt keine bis wenige Stacheln. Die zusammengesetzten Blätter bestehen aus 7 Blättchen. Die Blütezeit beginnt erst sehr spät – im August – und währt sehr lange, sodass die Pflanze manchmal fälschlicherweise als „öfter blühend“ bezeichnet wird. Sie ist die Wildform der Moschus-Rose und wurde auch für die Züchtung der Damaszener-Rosen (Rosa damascena) und der Zentifolien (Rosa centifolia) verwendet.

## Systematik
Die Erstveröffentlichung von Rosa moschata erfolgte 1762 durch Johann Herrmann. Ein Synonym von Rosa moschata Herrm. ist Rosa pissartii Carrière.
Rosa moschata ist eine sehr variable Art, die nah mit der Rosa brunonii verwandt ist. Sie gehört zur Sektion Synstylae.